# وندیش ریتس
وندیش ریتس (به آلمانی: Wendisch Rietz) یک شهر در آلمان است که در اودر-اشپری واقع شده‌است. وندیش ریتس ۱٬۴۲۰ نفر جمعیت دارد.